# Apiocera norrisiana
Apiocera norrisiana är en tvåvingeart som beskrevs av Paramonov 1953. Apiocera norrisiana ingår i släktet Apiocera och familjen Apioceridae. Inga underarter finns listade i Catalogue of Life.